# Albumina
L'albumina è una proteina del plasma, prodotta dalle cellule epatiche. È contenuta anche nel latte e nell'albume, sostanza da cui prende il nome. Ha un elevato peso molecolare pari a 69000 Da e costituisce circa il 60% di tutte le proteine plasmatiche.

## Caratteristiche
Tutte le proteine della famiglia dell'albumina sono idrosolubili, moderatamente solubili in soluzioni saline concentrate e subiscono denaturazione termica. Le albumine si trovano comunemente nel plasma sanguigno e differiscono dalle altre proteine del sangue in quanto non sono glicosilate. Le sostanze contenenti albumine, come l'albume, sono chiamate albuminoidi.
Numerose proteine di trasporto del sangue sono correlate in modo evolutivo, tra cui albumina sierica, alfa-fetoproteina, proteina che lega la vitamina D e afamina.
L'albumina si lega all'albondina (il recettore della superficie cellulare che lega l'albumina).

## Funzione
La concentrazione di albumina nel sangue (albuminemia) varia fra 3,5 e 5,5 g/dL e si misura con l'elettroforesi delle proteine. Per i bambini di età inferiore ai tre anni, l'intervallo normale è più ampio, 2,9-5,5 g / dL.
Le sue funzioni sono:
- mantenimento della pressione oncotica (soglia fisiologica di 20 mmHg)
- trasporto degli ormoni della tiroide
- trasporto degli altri ormoni, in particolare quelli solubili nei grassi (liposolubili)
- trasporto degli acidi grassi liberi
- trasporto della bilirubina non coniugata
- trasporto di molti farmaci (es. barbiturici)
- legame competitivo con gli ioni calcio (Ca2+)
- tamponamento del pH

Il punto isoelettrico dell'albumina è 4,9.
L'albumina è essenziale per la regolazione e il mantenimento della pressione oncotica, ovvero la pressione osmotica necessaria per la corretta distribuzione dei liquidi corporei nel compartimento vascolare e nei tessuti. La molecola dell'albumina è carica negativamente, come la membrana del glomerulo renale; la repulsione elettrostatica impedisce quindi, normalmente, il passaggio dell'albumina nell'urina. Nelle sindromi nefrosiche questa proprietà viene persa e si nota di conseguenza la comparsa di albumina nelle urine del malato. L'albumina, per questo, è considerata un importante marcatore di disfunzioni renali, che compaiono anche a distanza di anni.
Oltre ad essere la proteina più presente nel sangue, l'albumina è pure il principale veicolo di altre proteine trasportate attraverso di esso: se viene escreta con le urine (dove in condizioni normali è praticamente zero), il calo di albumina nel plasma lo rende con meno proteine disciolte e meno colloidale, con una pressione oncotica che scende sotto il limite di 20 mmHg, travaso di fluidi ed elettroliti dai vasi ai tessuti con edema generalizzato (di solito a palpebre ed estremità nella fase iniziale, e vistoso nell'addome nei cali di pressione maggiori).
Dato che i piccoli animali hanno una pressione sanguigna inferiore, hanno bisogno di una minore pressione oncotica per bilanciarla e quindi richiedono meno albumina dei grandi animali per mantenere una corretta distribuzione dei fluidi.  La mora è uno dei pochi vegetali contenenti albumina.
L'alfa-fetoproteina (alfa-fetoglobulina) è una proteina del plasma fetale che fa parte della famiglia delle albumine. Essa lega vari cationi, acidi grassi e bilirubina. Le proteine che legano la vitamina D si legano alla vitamina D e ai suoi metaboliti, nonché agli acidi grassi.

## Struttura
La struttura 3D dell'albumina sierica umana è stata determinata mediante cristallografia a raggi X con una risoluzione di 2,5 ångströms (250 pm). L'albumina è una proteina 65–70 kDa. L'albumina comprende tre domini omologhi che si uniscono per formare una proteina a forma di cuore. Ogni dominio è costituito da due sottodomini che possiedono motivi strutturali comuni. Le principali regioni del ligando che si legano all'albumina sierica umana si trovano nelle cavità idrofobiche nei sottodomini IIA e IIIA, che presentano una struttura chimica simile. Strutturalmente, le albumine sieriche sono simili, ogni dominio contiene cinque o sei legami disolfuro interni.

## Cause di ipoalbuminemia
Eventuali valori più bassi di albuminemia sono, nella maggior parte dei casi, da ricondursi a una ridotta produzione di albumina da parte del fegato. La capacità di sintetizzare proteine da parte dell'epatocita risulta compromessa nelle epatopatie gravi, come l'emocromatosi, le epatiti croniche, la cirrosi epatica. In questi casi, la concentrazione di albumina nel siero costituisce un indice importante, sia dal punto di vista diagnostico, che da quello prognostico.
- Sintesi ridotta
  - cirrosi epatica (è la causa più comune)
  - sindromi da malassorbimento
  - carenze nutrizionali
  - malattie infiammatorie croniche (per diminuzione della funzionalità epatica)
  - epatiti acute e croniche
  - anomalie genetiche (sintesi di albumine difettose)(rare)
- Aumentate perdite
  - malassorbimento
  - malnutrizione
  - gravidanza avanzata
  - sindrome nefrosica
  - ustioni estese
  - enteropatia proteino-disperdente
- Aumentato catabolismo
  - neoplasie metastatizzate

## Cause di iperalbuminemia
L'albumina alta (iperalbuminemia) è quasi sempre causata dalla disidratazione. In alcuni casi di carenza di retinolo (vitamina A), il livello di albumina può essere elevato a valori anomali. Questo perché il retinolo fa gonfiare le cellule con acqua (questo è anche il motivo per cui troppa vitamina A è tossica). Questo gonfiore si verifica probabilmente anche durante il trattamento con acido retinoico 13-cis (Isotretinoina), un farmaco per il trattamento dell'acne grave. In esperimenti di laboratorio è stato dimostrato che l'acido trans-retinoico regola la produzione di albumina nell'uomo.